# FKゼムン
フドバルスキ・クルブ・ゼムン（セルビア語: Фудбалски клуб Земун, セルビア・クロアチア語: Fudbalski klub Zemun）は、セルビアのベオグラード・ゼムンをホームタウンとするサッカークラブである。

## 名称
- 1946年 FKスレマツ・ゼムンとFKスパルタ・ゼムンが合併しFKイェディンストヴォ・ゼムン（ФК Јединство Земун, FK Jedinstvo Zemun）として創設
- 1969年 FKガレニカ・ゼムン（ФК Галеника Земун, FK Galenika Zemun）に改名
- 1985年 FKゼムン（ФК Земун, FK Zemun）に改名

## 歴代所属選手
- スロボダン・サントラチュ 1980-1983
- ラトミル・ドゥイコヴィッチ 1980-1983
- ゴラン・ヴァシリイェヴィッチ 1984-1986
- ミロシュ・シェスティッチ 1990
- ゾラン・マリチッチ 1991-1994
- アレクサンダル・ゼレノヴィッチ 1993-1995
- ネナド・ジョルジェヴィッチ 1997-1998
- ニコラ・ミヤイロヴィッチ 1998-1999
- イゴル・マティッチ 1998-2003
- ネナド・ミリヤシュ 2000-2005
- ヴラディミル・ストイコヴィッチ 2004-2005
- ダミル・カフリマン 2004-2006
- ネナド・ララトヴィッチ 2006
- ニコラ・アシュチェリッチ 2011
- ドゥシャン・ヨヴァンチッチ 2011-2012
- ステファン・ハイディン 2011-2013
- ネナド・コヴァチェヴィッチ 2015
- イブラヒマ・カマラ 2016
- ボヤン・シャラノヴ 2017-2018
- ユスタス・ラシカス 2017-2018
- ヴェリコ・シミッチ 2018
- 村山拓哉 2018
- ネマニャ・トミッチ 2018-2019
- ジョルジェ・バシャノヴィッチ 2018-2019
- イヴァン・イリッチ 2019